# Rejothen
Rejothen war ein Ort im Kreis Heiligenbeil in Ostpreußen. Seine Ortsstelle befindet sich heute im Munizipalkreis Rajon Bagrationowsk (Stadtkreis Preußisch Eylau) in der russischen Oblast Kaliningrad (Gebiet Königsberg (Preußen)).

## Geographische Lage
Die Ortsstelle von Rejothen liegt im südlichen Westen der Oblast Kaliningrad, 13 Kilometer nordöstlich der früheren Kreisstadt Heiligenbeil (russisch Mamonowo) bzw. 38 Kilometer nordwestlich der heutigen Rajonshauptstadt Bagrationowsk (deutsch Preußisch Eylau).

## Geschichte
Der seinerzeit Reiotiten genannte Ort wurde im Jahre 1262 erstmals urkundlich erwähnt. Bestehend aus einem großen Hof hieß er nach 1262 Reotiten, nach 1434 Rootyten, nach 1437 Rottitten, um 1500 Regoditten, um 1575 Regoten, nach 1610 Rogotten, nach 1620 Rigothen, nach 1692 Rejoten und nach 1820 Rejothen.
Als Vorwerk war Rejothen ein Wohnplatz und Ortsteil des Gutsbezirks Adlig Pohren (russisch Rasdolnoje), der Amtsdorf des Amtsbezirks Pohren im ostpreußischen Kreis Heiligenbeil war. Elf Einwohner zählte Rejothen im Jahre 1905.
Am 30. September 1928 schlossen sich der Gutsbezirk Adlig Pohren und die Landgemeinde Windkeim zur neuen Landgemeinde Windkeim zusammen, gefolgt 1929 von der Umbenennung des Amtsbezirks Pohren in „Amtsbezirk Windkeim“.
Mit der Abtretung des nördlichen Ostpreußen 1945 in Kriegsfolge an die Sowjetunion verliert sich die Spur von Rejothen. Weder eine russische Namensgebung ist bekannt, noch die Zuordnung zu einem Dorfsowjet. Wahrscheinlich wurde Rejothen nicht mehr besiedelt. Heute gilt es als untergegangen. Seine Ortsstelle liegt im Rajon Bagrationowsk (Stadtkreis Preußisch Eylau) in der Oblast Kaliningrad (Gebiet Königsberg (Preußen)) der Russischen Föderation.

## Religion
Rejothen war bis 1945 in das Kirchspiel der evangelischen Kirche Bladiau (russisch Pjatidoroschnoje) in der Kirchenprovinz Ostpreußen der Kirche der Altpreußischen Union eingepfarrt.

## Verkehr
Die Ortsstelle Rejothens – sofern sie denn auffindbar ist – ist von Rasdolnoje (Adlig Pohren) aus auf Landwegen erreichbar.